# Bouchra Baibanou
Bouchra Baibanou, née en 1969, est une alpiniste marocaine. Elle est la première Marocaine à avoir gravi l'Everest en 2017, et la première personne au Maroc à gravir les sept sommets,.

## Biographie
Bouchra Baibanou est ingénieur d'État en télécommunication de l'Institut national des postes et télécommunications (INPT) de Rabat au Maroc. Elle a un diplôme d’étude supérieure en gestion de HEC à Montréal, au Canada. Elle a travaillé en tant que cadre au ministère de l’Équipement et des Transports. Elle a ensuite crée sa propre entreprise basée sur son image de marque, « Bouchra Baibanou »[réf. souhaitée].
Elle est membre de la Fédération royale marocaine de ski et sports de montagne, présidente de la commission féminine. Elle est présidente de l’association « Delta Evasion », ayant pour but de développer les sports de montagne au Maroc.

### Carrière d'alpiniste
En 1995, elle gravit le djebel Toubkal pour la première fois et se lance dans l'alpinisme.
En 2009, elle décide de créer l'association Delta Évasion qui propose des randonnées au Maroc avec la mission de mettre en place des actions caritatives pour aider les populations locales.
En mars 2011, elle gravit le Kilimandjaro (5 895 m, le plus haut sommet de l'Afrique). En juin de la même année, elle fait un stage avec l'alpiniste singapourien Khoo Swee Chiow et gravit le mont Blanc (4 810 m).
Elle continue le défi des sept sommets, en escaladant le plus haut sommet de chaque continent. Ainsi, elle gravit l'Elbrouz en juin 2012, l'Aconcagua en janvier 2014, le mont McKinley en juin 2014 et le Puncak Jaya en novembre 2015.
En avril 2017, elle s'attaque au mont Everest dont elle atteint la cime le 21 mai, à 9 heures du matin, devenant ainsi la première Marocaine et Nord-africaine à atteindre le sommet le plus haut du monde,.
En décembre 2018, elle escalade le mont Vinson en Antarctique, dernière ascension qui lui manque pour réussir le challenge des sept sommets,. Elle devient la première personne au Maroc (hommes et femmes confondus) à réussir ce challenge d'alpinisme et la 2e femme arabe.
Le 28 avril 2022, elle gravit l'Annapurna I (8 091 m), l'une des plus difficiles montagnes en Himalaya. Elle devient la première femme arabe à gravir ce sommet.
Le 21 mai 2023, elle gravit le Lhotse (8 516 m), le quatrième plus haut sommet de monde.
Elle est également membre de l'association des Explorateurs du monde.

### Vie privée
Bouchra Baibanou est mariée et mère d’une fille.

## Prix et reconnaissances
Son exploit lui vaut d'être décorée par le roi du Maroc Mohammed VI de l'ordre du Ouissam alaouite grade officier en août 2015.